# 小提琴协奏曲 (门德尔松)

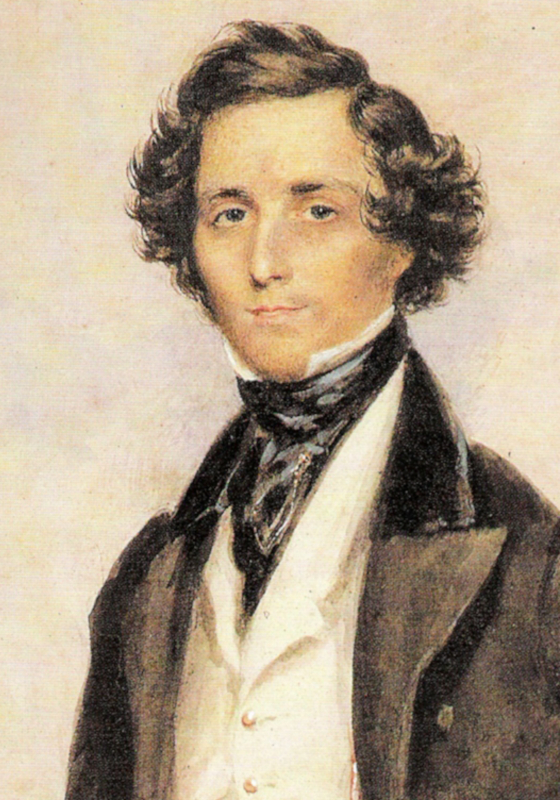
1839年时的门德尔松肖像画

e小调小提琴协奏曲（德語：Violinkonzert e-Moll）是门德尔松的第64号作品，也是其最后一部重要的协奏曲，在世界上最為流行，同时也是最常被演奏的小提琴协奏曲之一。按照常见的演奏速度，演奏本曲需要半个小时。这支小提琴协奏曲同柴可夫斯基D大调小提琴协奏曲、贝多芬D大调小提琴协奏曲和勃拉姆斯D大调小提琴协奏曲并称为世界四大小提琴协奏曲。主要的唱片公司，例如德意志留声机、DECCA等都曾出版过这四首协奏曲的专辑。
门德尔松从1838年擔任萊比錫布商大廈管弦樂團音樂總監時开始构思这支曲子，一直到1844年才完成，前后历时7年。第二年1845年3月13日在莱比锡进行了首演，不过作曲家本人未能担当指挥。在创作本曲的过程中，门德尔松一直向他儿时的好友，小提琴演奏家费迪南·大卫征求意见。门德尔松曾经在12到14岁之间写过一支d小调小提琴协奏曲，不过这支曲子远不如e小调的有名，也很少被演奏。同一时期他正在创作弦乐交响曲。1951年耶胡迪·梅纽因修改并演奏了这支d小调协奏曲，从而使它重新被世人所知。

## 历史

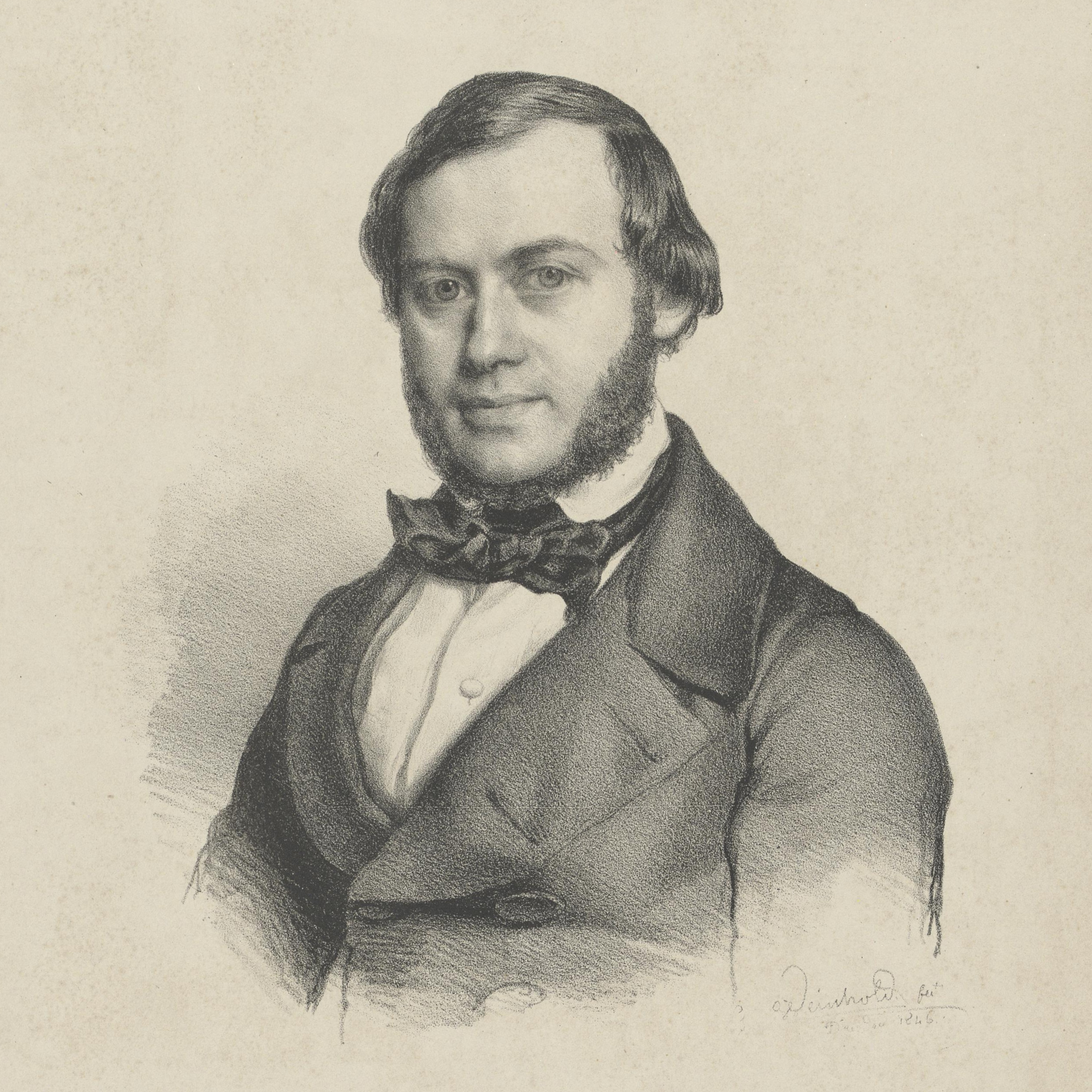
费迪南·大卫，小提琴演奏家，也是门德尔松的好友。门德尔松在创作本曲的过程中多次同他通信

1835年，门德尔松被任命为莱比锡布商大厦管弦乐团的指挥。他指定自己的儿时好友，小提琴手费迪南·大卫为乐团首席。这次合作促成了了本支协奏曲。在1838年7月30日寄给大卫的一封信中，门德尔松写道“我希望在下一个冬天为你写一支小提琴协奏曲。我的脑海中飘荡着一支e小调的曲子，它的开头使我无法平静”。
门德尔松并没能在第二年冬天写出这支曲子，而是又花了6年时间，之所以用了这么长时间可能有多方面的原因。比如门德尔松对自己的第三交响曲产生了怀疑，他曾受腓特烈·威廉四世邀请前往了柏林，而这一段时光并不愉快。不过门德尔松和大卫在此期间一直保持着通信联络，门德尔松经常向大卫请教技术和创作上的建议。实际上，这部小提琴协奏曲是最早的有小提琴演奏者参与其中的曲目之一，它也影响了很多后世的作品创作。门德尔松的签名显示，完成的日期为1844年9月16日，但是直到首次公演，门德尔松仍然在向大卫寻求建议。

### 首演
1845年3月13日，e小调小提琴协奏曲在莱比锡首演，费迪南·大卫负责小提琴独奏。由于疾病门德尔松没能指挥首演，首演指挥家为丹麦作曲家尼尔斯·加德。由於反应極好，作品在1845年10月23日再次演出，由门德尔松亲自指挥，小提琴演奏者依然为费迪南·大卫。
值得一提的是，1845年11月10日，這首協奏曲移師至德勒斯登演出，原本該場音樂會的曲目為舒曼鋼琴協奏曲（之首演），但因為克拉拉·舒曼告病的緣故，改為孟德爾頌協奏曲。原先，孟德爾頌仍屬意由大衛擔任獨奏，後者無法配合，最終由年僅14歲的约瑟夫·约阿希姆負責小提琴獨奏。约阿希姆的演出大受好評，是他演奏家生涯的重要一步。

## 分析
这部协奏曲在许多方面都进行了创新，门德尔松在许多地方背离了传统的协奏曲，比如乐曲几乎刚开始时他就安排了独奏小提琴出场，他在自己的第一钢琴协奏曲中也做了同样的举动。虽然第一乐章是奏鸣曲式，但门德尔松先让独奏小提琴演奏，然后才是乐队。传统的协奏曲则是利用乐队开场，然后再让独奏者演奏几乎是相同的内容。
作为协奏曲的一部分，本曲的华彩乐章同样也很特别，它被安排在重现部之前。在典型的协奏曲中，华彩乐章是由独奏者即兴创作而且位于乐章的末尾，排在重现部的后面和尾声的前面。
这部协奏曲同先前的小提琴协奏曲大不一样，因为它的乐章之间没有停顿。前两个乐章之间由巴松管连接，行板结束后几乎立刻转入第三乐章。这样的连接是为了防止观众鼓掌，同当代的观众不同，当年的观众常常在乐章之间鼓掌。这也是门德尔松首次运用这种技法，在他的《苏格兰交响曲》和一些钢琴协奏曲中他也运用了同样的手法。
在本曲中，独奏小提琴有时仅仅是给乐队伴奏而已。比如再现部的开头独奏小提琴运用击弓的部分，对当时的小提琴协奏曲来说也是全新的尝试。

### 配器
本曲配器如下：
- 独奏小提琴

| - 木管 - 長笛：2 - 雙簧管：2 - 單簧管：2 - 低音管：2 | - 銅管 - 法國號：2 - 小號：2 | - 定音鼓 | - 弦樂器 |

此外，依照工具書《管弦樂作品手冊》指示，上述之配器可簡記為"2 2 2 2—2 2 0 0—tmp—str"。

### 結構
这支曲子包含三个乐章，它们的节奏标记如下： 
1. 很热情的快板（義大利語：e小调
2. 行板C大调
3. 不太快的稍快板 – 很活潑的快板（義大利語：Allegretto non troppo – Allegro molto vivace）E大调

第一乐章：很热情的快板
通常用时：12-14分钟

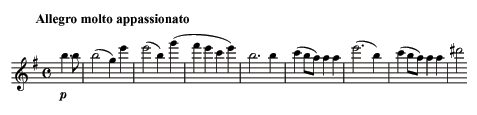
e小调小提琴协奏曲的开头

第一乐章采用了奏鸣曲式，作曲家没有遵循传统做法让整个乐队同时演奏以作为序奏，而是在半小节的分解和旋之后以小提琴独奏作为开始。开头的这段e小调的旋律正是使门德尔松无法平静的那串音符。作曲家在之后通过级进音程对主题加以变化，最后结束在e小调上。经过五度的下降音符之后，乐队重复了开头的主题。通过乐队对主题的进一步发展，第一乐章进入了三个段落组成的连接部，作为进入副部之前的过渡。狂乱的连接部旋律同主题接近，先由双簧管奏出，再转入独奏小提琴。在小提琴G空弦持续音的伴奏中，平静的G大调副部由长笛、单簧管以四重奏的形式演奏出来，然后再由小提琴衔接下去。小提琴单独奏出主题的呈示部，然后是一个短小的尾声。副部和主部在相互交替中进入了展开部，發展部结束后则是新式的华彩乐章。门德尔松直接写出了华彩乐章而不是像通常那样由小提琴演奏者即兴发挥。华彩乐章的节奏从八分音符转入连音，最终转入十六分音符，这需要独奏小提琴使用击弓的技巧。华彩乐章结束后是再现部，在小提琴的伴奏下，e小调的主题通过长笛、双簧管重现出来。在再现部中，开场主题通过E大调的副部重现出来，接着又转回了e小调。乐曲的最后，节奏加快，作曲家在这里标记了急速。第一乐章的最后，巴松管奏出一个B调持续音将旋律转入了下一乐章。
第二乐章：行板
通常用时：7-9分钟

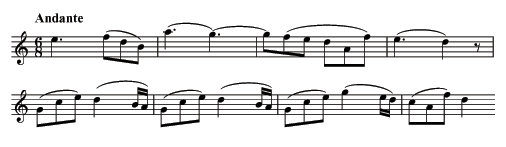
行板部分的主题

第二乐章采用了ABA形式的三段体，拥有两个对比性的主题，很容易让人想起门德尔松自己的无言歌。三段体中的第一段安静甜美，为6/8拍的中音C。之后乐曲的调性转变为g小调，虽然内容是对首部的变化，但情绪不如首部稳定。当调性恢复到C大调后，乐曲恢复了平静。中段采用急促的敲击，独奏小提琴大量采用双音和八度音演奏，同乐队一起营造出惆怅的情绪。接着第一主题再次出现，随后回到首部。在以C音结束以前，独奏小提琴需要熟练的颤音进行伴奏，这使得本乐章的结尾归于平静。
第三乐章：不太过分的快板 – 非常欢快的快板
通常用时：6-7分钟

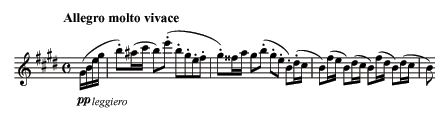
非常欢快的快板开头部分

尽管第二乐章的结尾有一个暂停，但门德尔松并不想在这里停顿。第三乐章为回旋奏鸣曲式，开场需要独奏小提琴和弦乐队演奏出e小调的前14个小节，它使人回忆起乐曲的开头。这使得终章非常活泼也充满了热情，终章的开头是由小号演奏的开场小号。 接着是乐章的主部，这个快速的主题很像门德尔松为《仲夏夜之梦》所做的配乐。之后进入简短的B大调第二主题，在这段主题需要独奏小提请演奏出一系列不断起伏的琵音，使人想起了第一乐章的华彩乐章。接下来乐队演奏了开篇旋律的变体，这之后则是短小的G大调展开部。除了弦乐队增加的复调旋律外，再现部和呈现部非常接近。在木管的伴奏下独奏小提琴拉出一长段颤音，一段短小的华彩乐章后迎来了本章的尾声。

## 評價與影响
门德尔松的小提琴协奏曲影响了很多作曲家，他们将这部协奏曲的形式用在了自己的作品中。
比如说，柴可夫斯基在他的小提琴协奏曲中同样将华彩乐章放在再现部的前面，而西贝柳斯的小提琴协奏曲则把华彩乐章作为发展部的扩展。在这支协奏曲之后很少有作曲家不再写出华彩乐章，像莫扎特或贝多芬时代那样任由独奏小提琴发挥。不间断的演奏方法同样影响了一些作曲家，比如李斯特的第2钢琴协奏曲。
这支协奏曲刚一出演就获得了巨大成功，初演之后获得了评论家们的好评。在19世纪末，就被认为是演出曲目中最伟大的小提琴协奏曲之一 。它也成为了门德尔松最成功的作品之一，即便20世纪初门德尔松的音乐地位下降时，这首曲子仍然经常被演奏 。1906年，约瑟夫·约阿希姆在他75岁的生日宴会上這樣说：
|  | 德国人有四支小提琴协奏曲。最伟大的，最不容置疑的是贝多芬，勃拉姆斯的最为严肃。感情最丰富，最有魅力的是布鲁赫。而最能触及内心深处的，则是门德尔松的作品。 |

这部作品名声很大使得很多小提琴演奏家都试图征服它。因而几乎所有的小提琴演奏家都曾经录制过这首曲子，甚至包括那些早期小提琴艺术家或是留存作品很少的演奏者，比如欧仁·伊萨伊。即便如此，这支曲子依然具有很大的挑战性，通常被认为有一定的难度。

## 外部連結
- 门德尔松小提琴协奏曲：国际乐谱典藏计划上的乐谱